# (3056) INAG
(3056) INAG est un astéroïde de la ceinture principale d'astéroïdes.

## Description
(3056) INAG est un astéroïde de la ceinture principale d'astéroïdes. Il fut découvert le 1er novembre 1978 à Caussols par Kōichirō Tomita. Il présente une orbite caractérisée par un demi-grand axe de 2,42 UA, une excentricité de 0,12 et une inclinaison de 5,6° par rapport à l'écliptique.

## Compléments